# 朱王堡镇
朱王堡镇，是中华人民共和国甘肃省金昌市永昌县下辖的一个乡镇级行政单位。

## 行政区划
朱王堡镇下辖以下地区：
头沟村、三沟村、梅南村、新堡子村、朱王堡村、汤宁村、郑家堡村、董家堡村、下汤村、流泉村、刘正村、陈仓村和梅北村。